# Trochomeria hookeri
Trochomeria hookeri är en gurkväxtart som beskrevs av William Henry Harvey. Trochomeria hookeri ingår i släktet Trochomeria och familjen gurkväxter. Inga underarter finns listade i Catalogue of Life.